# Panlatinisme

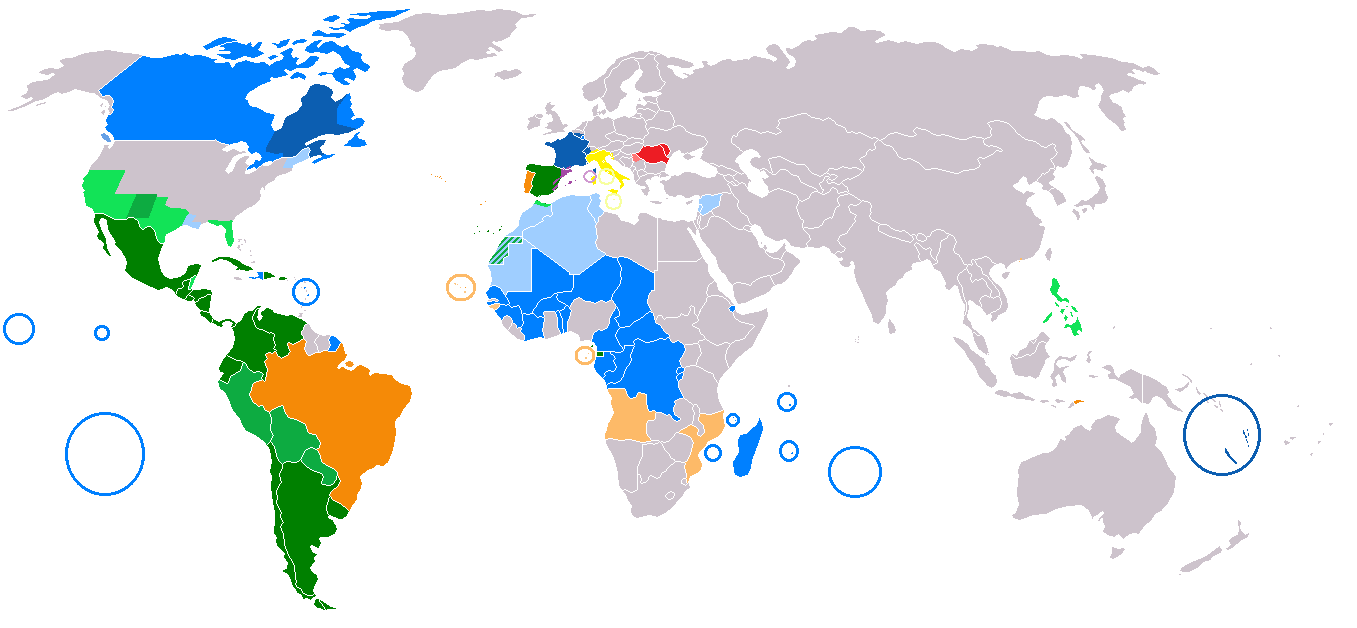
Romaanse taalgebieden op de wereld

Panlatinisme of Panromanisme is het volkenkundig streven om alle Romaanstalige volkeren en/of gebieden in de wereld te verenigen in één staat. Hierbij gaat het voornamelijk om Romaans Europa en Latijns-Amerika. Soms worden hiertoe ook de voormalige koloniën van Frankrijk, Spanje, Italië en Portugal in Afrika en Azië gerekend, al zijn in die landen de Romaanse talen niet dominant.

## Vergelijking
In vergelijking met andere Pan-nationalistische bewegingen als het Pangermanisme en het Panslavisme komt het Panlatinisme weinig voor. Wel werken veel Romaanse landen samen, met bijvoorbeeld de Latijnse Unie.

## Subgroepen
In de 18e eeuw zorgde de Irredentistische beweging in Italië voor de Italiaanse eenwording. Maar tegenwoordig is er in Italië eerder een omgekeerde beweging ontstaan, die ijvert voor de onafhankelijkheid van Padanië.
Tegenwoordig is de ondersoort Panibero-amerikanisme (enkel vereniging van Latijns-Amerika) het meest populair, omdat daar sinds decennia steeds meer socialistische regeringen aan de macht komen, die het goed eens kunnen worden. Met zijn linknationalistische politiek is Hugo Chávez hierin de aanvoerder. Zo verklaarde hij laatst voorstander te zijn van een 'Pan-Latijns-Amerikaanse socialistische revolutie'.
Ook de Europese variant ervan, het Paniberisme (verwijzend naar het Iberisch Schiereiland), kent een (bescheiden) aanhang. Zo stelde de Portugees José Saramago voor om van Portugal een nieuwe Spaanse provincie te maken. Hij kreeg hierop echter veel kritiek, waaruit blijkt dat het idee (nog) niet veel steun krijgt. Historisch gezien waren Spanje en Portugal van 1580 tot 1640 wel verenigd, maar toen overheersten de Spanjaarden, wat een negatieve invloed heeft gehad onder de Portugezen.
Al behoren ze er niet helemaal toe, er zijn ook bewegingen die ijveren voor een pan-nationale staat met één Romaanse taal. Zo is er het Rattachisme, welke streeft naar de heraansluiting van Wallonië bij Frankrijk (op basis van het Frans), en ook de beweging voor Roemeens-Moldavische hereniging, om Roemenië en Moldavië te herenigen (op grond van het Roemeens).

## Voetnoten
1. ↑  Portugal, de nieuwe Spaanse provincie? Trouw 21-07-07.